# Поль Моріа
Поль Моріа́ (фр. Paul Mauriat; 4 березня 1925, Марсель, Франція — 3 листопада 2006, Перпіньян, Франція) — французький композитор, аранжувальник і диригент, спеціалізувався на легкій музиці.

## Біографія
Моріа народився та виріс у Марселі, Франція. Батько був поштовим інспектором і любив грати на фортепіано та скрипці. Поль почав грати в чотири роки, а вже в десять вступив до Паризької консерваторії. Під час Другої світової війни Моріа заснував танцювальну групу, з якою гастролював у стаціонарі
та тюремній камері.

### Кар'єра
1957 року переїхав до Парижа, де приступив до роботи на звукозаписній компанії Barclay як аранжувальник і акомпаніатор. У різний час працював з Шарлем Азнавуром (спільно створено понад 120 пісень), Далідою, Морісом Шевальє, Лео Ферре, Лені Ескудеро та іншими естрадними виконавцями.
1962 року Моріа склав свій перший міжнародний хіт — «Chariot» (гран-прі конкурсу Євробачення 1962), що отримав пізніше англійську назву «I will follow him». Це була його спільна робота з відомим французьким композитором і диригентом Франком Пурселем.
1966 року Моріа став музичним директором Мірей Матьє. Спільно з поетом Андре Паскалем він створив її головний хіт «Mon credo», за кілька років співпраці він записав з Матьє близько 50 пісень. 1967 року під час візиту Мірей Матьє до СРСР на борту крейсера Аврора в Ленінграді була створена пісня «Quand fera-t-il jour, camarade?», яка увійшла в репертуар співачки.
У 1964 і 1965 роках спільно з Раймоном Лефевром Моріа написав музику до кінокомедій за участю Луї де Фюнеса «Жандарм із Сан-Тропе» та «Жандарм у Нью-Йорку».
1965 року Поль створив свій Гранд-оркестр, з яким довгі роки записував інструментальні версії популярних пісень, робив обробки класичної музики. 1968 року його оркестрова версія пісні-учасниці конкурсу Євробачення 1967 — «L'amour est bleu» (надалі іменована «Love is Blue») очолила хіт-паради США, а потім і в багатьох країнах світу. Поль Моріа став єдиним французьким виконавцем, який досяг такого визнання в США.
Починаючи з 1969 року оркестр Моріа робить концертні тури в США, Канаді, Японії, Південній Кореї, Бразилії та інших країнах. Поль влаштовував в Японії щорічно до 50 концертів.
У СРСР музика у виконанні оркестру Поля Моріа часто звучала на радіо та телебаченні, кілька композицій були використані в прогнозі погоди, яким завершувалася інформаційна програма «Час» (рос. «Время»).
З середини 1970-х за ліцензією були видані чотири його вінілові платівки, що розійшлися по країні мільйонними тиражами. Після зустрічі з бардом Сергієм Нікітіним (1978) Моріа створив чудову інструментальну версію його пісні «Под музыку Вивальди». Крім цього, ще 1965 року Поль записав пластинку з 12 російськими мелодіями «Russie de toujours» (Вічна Росія), перевидану в багатьох країнах на компакт-диску під назвою «The Russian album».
Останній альбом оркестру — Romantic був записаний 1997 року. З 1998 року Моріа завершив і свою активну концертну діяльність. Новим диригентом оркестру став талановитий піаніст Жиль Гамбюс, який пропрацював у оркестрі довгий час.
Моріа помер 3 листопада 2006 року на півдні Франції, в Перпіньяні.

## Авторство мелодій
Протягом свого життя Моріа написав більш як 150 інструментальних композицій та пісень. Поширена версія, що «Alouette» (відома мелодія з передачі «У світі тварин» (рос. «В мире животных»)) написав він — хибна. Пісню «Alouette» («Жайворонок») створив популярний аргентинський композитор Аріелем Раміресом. В оригіналі цей уривок називається «La Peregrinación» («Паломництво»), взято його з кантати для хору «Різдво Господнє». Існують також різні оркестрові версії цієї пісні поряд із загальновідомою у виконанні оркестру Моріа.
Використану з початку 1970-х років у заставці телепередачі «Кінопанорама» мелодію «Прости мені цей дитячий каприз» (фр. «Pardonne-moi ce caprice d'enfant») написала Патрісія Карлі й спочатку виконала Мірей Матьє в супроводі оркестру Раймона Лефевра.

## Нагороди
1997 року Моріа було нагороджено Орденом мистецтв і літератури від Міністерства культури Франції. Поль продав понад сорок мільйонів альбомів і провів двадцять вісім концертів у Японії з 1969 по 1998 роки.
Його сингл 1967 року «L'amour est bleu» і альбом 2006 року «Blooming Hits» були продані тираж у понад мільйон копій. Сингл був нагороджений золотим диском Американською асоціацією компаній звукозапису в березні 1968 року.

## Дискографія

### Сингли
- «Puppet on a String» (1967)
- «L'amour est bleu» (англ. «Love Is Blue») (1968)
- «Love in Every Room» (1968)
- «San Francisco» (1968)
- «Chitty Chitty Bang Bang» (1969)
- «Hey Jude» (1969)
- «Je T'aime Moi Non Plus» (січень 1970)
- «Gone Is Love» (вересень 1970)
- «Apres Toi (Come What May)» (1972)
- «Taka Takata» (1972)

### Альбоми
| - Paris by Night (1961) - Plays Standards (1963) - Paul Mauriat Joue pour les Enfants (1963) - Album No. 1 (1965) - Russie De Toujours (1965) - Album No. 2 (1965) - Album No. 3 (1966) - Prestige de Paris (1966) - Album No. 4 (1966) - Bang, Bang (1966) - More Mauriat (1967) - Mauriat Magic (1967) - Album No. 5 (1967) - Noëls (1967) - Album No. 6 (1967) - Blooming Hits (1967 Philips) - Love Is Blue (1968) - Viva Mauriat (1968) - Mauriat Slows (1968) - Rain and Tears (1968) - Cent Mille Chansons (1968) - Rhythm and Blues (1968) - Doing My Thing (1969) - Je T'aime … Moi Non Plus (1969) - Un Jour, Un Enfant (1969) - Vole, Vole, Farandole (1969) - Prevailing Airs (1969) - Paul Mauriat Joue Chopin (1970) - C'est La Vie … Lily (1970) - Gone is Love (1970) - Comme J'ai Toujours Envie D'aimer (1970) - Paloma Embriagada (1970) - Un Banc, Un Arbre, Une Rue (1971) - Mamy Blue (1971) - Penelope (1971) - El Condor Pasa (1971) - Tombe La Neige (1971) - Apres Toi (1972) - L'Avventura (1972) - Last Summer Day (1972) - Paul Mauriat Joue Les Beatles (1972) | - Le Lac Majeur (1972) - Forever and Ever (1973) - Nous Irons à Vérone (1973) - Last Tango In Paris (1973) - Good bye, My Love, Good bye (1973) - White Christmas (1973) - Viens ce Soir (1974) - Retalhos de Cetim (1974) - Je Pense à Toi (1974) - Le Premier Pas (1974) - I Won't Last a Day Without You (1974) - Have You Never Been Mellow? (1974) - L'Été Indien (1975) - Entre Dos Aguas (1975) - The Best of Paul Mauriat — 10 Years with Philips (1975) - From Souvenirs to Souvenirs (1975) - Lili Marlene (1975) - Stereo Spectacular (1975) - Love Sounds Journey (1976) - Michelle (1976) - Love Is Still Blue (1976) - Il Était une Fois… Nous Deux (1976) - Chanson D'amour (1977) - C'est La Vie (1977) - Hymne à l'Amour (1977) - Brasil Exclusivamente (1977) - L'Oiseau et l'Enfant (1977) - Overseas Call (1978) - Dans les Yeux d'Émilie (1978) - Brasil Exclusivamente Vol.2 (1978) - Too Much Heaven (1979) - Nous (1979) - Copacabana (1979) - Aerosong (1980) - Chromatic (1980) - Brasil Exclusivamente Vol.3 (1980) - Reality (1981) - Roma dalla Finestra (1981) - Pour Le Plaisir (1981) - Je n'Pourrais Jamais t'Oublier (1981) | - Tout Pour Le Musique (1982) - Magic (1982) - I Love Breeze (1982) - Descendant Of The Dragon (1982) - Love with Many Phases (1982 у Гонг Конгу) - Wild Spring (1983) - Summer Has Flown (1983) - Olive Tree (1984) - Piano Ballade (1984) - The Seven Seas (1984) - Chromatic (1984) - Transparence (1985) - The Best of Paul Mauriat 2 — 20 Years with Philips (1985) - Classics In The Air (1985) - Windy (1986) - Classics In The Air 2 (1986) - Song For Taipei (1986) - Classics In The Air 3 (1987) - Nagekidori (1987) - Best Of France (1988) - The Paul Mauriat Story (1988) - Serenade (1989) - Iberia (1989) - Remember (1990) - You Don't Know Me (1990) - Gold Concert (1990) - Retrospective (1991) - Nostal Jazz (1991) - Emotions (1993) - The Color Of The Lovers (1994) - Now And Then (1994) - Soundtracks (1995) - Quartet For Kobe (1995) - Escapades (1996) - Cri D'amour (1996) - 30th Anniversary Concert (1996) - Romantic (1997) - Sayonara Concert (1998) - I Will Follow Him (2000) - All The Best (2003, Китай) - Blooming Hits (2006) - Paul Mauriat Boxsets Vol 3 & 4 (2007, Японія) |